# Donji Detlak
Donji Detlak (szerbül: Доњи Детлак), település Bosznia-Hercegovinában, Derventa községben, a Szerb Köztársaság északi régiójában. 

## Fekvése
A település Bosznia-Hercegovina északi részén, Dobojtól légvonalban 33, közúton 56 km-re északnyugatra, községközpontjától légvonalban 9, közúton 12 km-re délnyugatra, a Krnjin-hegység nyugati peremén, az Ukrina jobb partján, 125-230 méteres magasságban található. A falu két folyó között fekszik. Határát keletről a kis Lupljanica folyó, nyugatról és északról pedig az Ukrina folyó mossa. A Lupljanica az Ukrinába ömlik. Ahol találkoznak, ott ér véget Donji Detlak falu. Ezt a településrészt Sastavcinak hívják. Innen a folyók a Száva folyó felé mennek tovább. A Lupljanica választja el Donji Detlakot Rabcantól, kisebb részét pedig Kalenderovactól. Ukrina választja el a falut Palačkovci, Smrtić és Miškovci falvaktól. Ezeken a falvakon, Ukrina bal oldalán halad át a Derventa — Prnjavor — Banja Luka főút.

## Népessége
| Nemzetiségi csoport | Népesség 1991 | Népesség 2013 |
| ------------------- | ------------- | ------------- |
| Szerb               | 427           | 257           |
| Bosnyák             | 0             | 0             |
| Horvát              | 2             | 1             |
| Jugoszláv           | 0             | 0             |
| Egyéb               | 1             | 0             |
| Összesen            | 430           | 258           |

## Története
Donji Detlak települése régészeti lelőhelyekben igen gazdag, melyek a kőkorszaktól az 1834-es, a török elnyomás elleni felkelésig található ezeken a vidékeken. Milan Đurđević régész az Ukrina folyó közvetlen közelében lévő síkságon végzett régészeti ásatások során három fedeles urnát, azaz három középső bronzkorból (i. e. 1400-1200) származó elhunyt sírját találta meg, valamint római kori lelőhelyeket is találtak. A Repište-dombon egy középkori temető volt. A három sírkő közül azonban csak egy maradt fenn véletlenül, de ez messze van attól a helytől, ahol egykor egy falu temetője volt. Milan Đurđević régész azt is megállapította, hogy ez a kő nagy valószínűséggel a 14. századból származik. A középkorból biztosan ismert, hogy Detlakban kolostor állt. Itt vájták a kőbe a máig jól megmaradt szerzetesi remetelakokat. Egy ebből a kolostorból származó, 1628-ból való szertartáskönyvet is találtak, amely ugyancsak a kolostor létezéséról tanúskodik. A detlaki temetőben nagyon régi sírkövek is találhatók. A mai Illés próféta templom alatt hombárok – kőbe vájt élelmiszertároló edények – találhatók. Đurđević régész szerint míg a cellákat az imádkozásra, addig az hombárokat az élelmiszer tárolására használták a szerzetesek. A közelmúltban a Boszniai Szerb Köztársaság Múzeumának és a Boszniai Szerb Köztársaság Kulturális, Történelmi és Természeti Örökségvédelmi Intézetének régészcsoportja a Dervent környékén tartózkodott azzal a céllal, hogy felkeresse a neolitikum és a paleolitikum régészeti lelőhelyeit. Ivana Pandžić, Ljubica Srdić és Ivana Jovanović régészek a zobištei lelőhelyen primitív kőeszközökkel alkotott tárgyakat találtak. Számos, erről a területről származó tárgy található a doboji múzeumban is.
Detlak település 1878-ig tartozott az Oszmán Birodalomhoz, ekkor a berlini kongresszus határozata alapján az Osztrák-Magyar Monarchia része lett. 1879-ben az első osztrák-magyar népszámlálás során a Tešanji járáshoz és Osinje községhez tartozó Detlak településnek 48 háztartása és 334 ortodox lakosa volt. 1910-ben a Tešanji járáshoz tartozó településen 117 háztartást, 497 ortodox, 150 római katolikus és 65 görög katolikus lakost találtak. A monarchia szétesésével 1918-ban előbb a Szerb-Horvát-Szlovén Királyság, majd 1929-től a Jugoszláv Királyság része lett. 1921-ben a Tešanji járáshoz tartozó településnek 792 lakosa volt, közülük 518 ortodox szerb, 176 római katolikus, 97 görög katolikus és 1 evangélikus volt. Az 1929-es törvény értelmében, amikor Bosznia-Hercegovinát négy banovinára, Drinskára, Vrbaskára, Zetskára és Primorskára osztották, a település a Vrbaska banovina (Orbászi bánság) része lett, amelynek székhelye Banja Luka volt. 1939-ben a közigazgatás átszervezésével a Hrvatska banovina (Horvát Bánság) része lett.
A második világháborúban Jugoszlávia megszállása után a Független Horvát Állam (NDH) része lett. A második világháború után 1992-ig a település a szocialista Jugoszlávia keretében a Bosznia-Hercegovinai Népköztársaság része volt. A boszniai háborút lezáró daytoni békeszerződés rendelkezése alapján az ország területét felosztották a Bosznia-hercegovinai Föderáció és a boszniai Szerb Köztársaság között. A békeszerződés utáni területmegosztási megállapodás értelmében a település Derventa község részeként a Boszniai Szerb Köztársasághoz került. 

## Nevezetességei

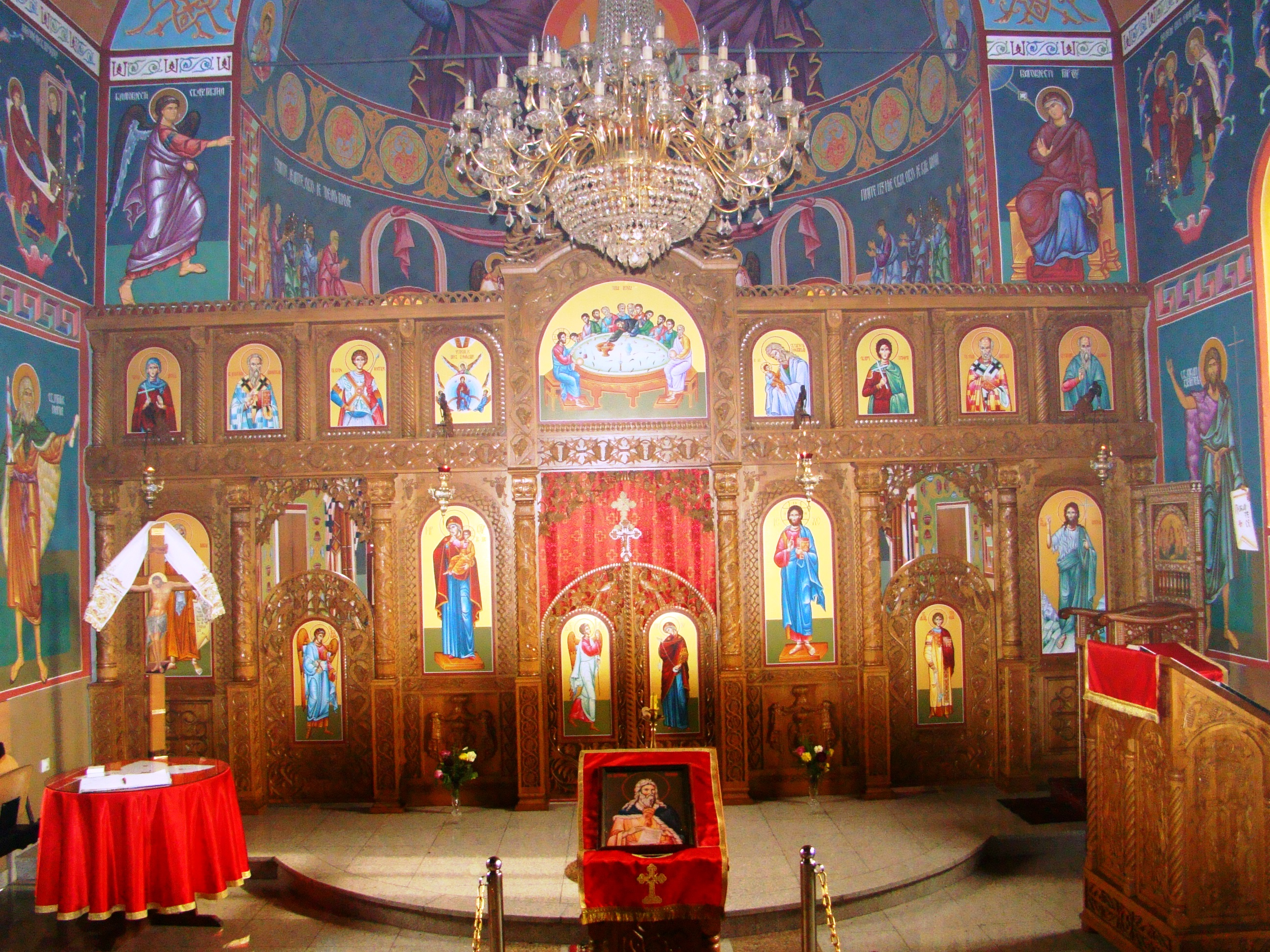
A monostor templomának ikonosztáza

- A detlaki pravoszláv monostor. A monostor temploma Szent Illés prófétának van szentelve. Detlak első említése annak az evangéliumnak a címfeliratához kapcsolódik, amelyet 1509-ben a detlaki monostorban írtak kézzel, és ma a bukaresti Nemzeti Könyvtárban őrzik [7] A második említés a detlaki evhologionban, vagyis szertartáskönyvben található. Ez a mű ma a belgrádi Patriarchális Könyvtárban található, és két részből áll, melyek közül az első 1550-1560-ból, a másik pedig 1628-ból származik. Az 1628-ból származó kéziratot a szakirodalom leggyakrabban Bogorodičniknek, az 1550-1560 közötti második részt Evhologionnak vagy Imádságnak nevezi.[8] A mai kolostor temploma Szent Illés prófétának van szentelve. Egyes állítások szerint a kolostor az Ukrina folyó közelében, Donji Detlakban, sőt van, aki szerint Gornji Detlakban volt, de sajnos erre nincsenek megbízható bizonyítékok. Bár több helyen is végeztek régészeti kutatásokat, a pontos és megbízható adatok megállapításában nem történt jelentős előrelépés. Azt is állítják, hogy az említett Donji Detlakban található Illés próféta templomát a kolostortemplom alapjaira építették. Alapvetően egy dolog biztos. Ezen a helyen egy kolostor állt, de a pontos helyét nem határozták meg. A jelenlegi kolostortemplomot 1913-ban építették, és ugyanazon év szeptember 2-án szentelte fel Vaszilje Popović Banja Luka-Bihácsi metropolita. A templomot Donji Detlak-i kiváló emberek munkájának és erőfeszítéseinek köszönhetően 2009-ben teljesen felújították. A felújított templomot Vaszilje püspök szentelte fel 2009. október 17-én. Szent Illés próféta templomának restaurálása mellett ugyanebben az időszakban épült a kolostor lakórésze és egyéb gazdasági létesítmények is.[9]

- Fontos megemlíteni az Ambarina (Hambarina) régészeti lelőhelyét is, amely a kolostor közvetlen közelében található. Hogy a szerzetesek egykor élelmiszer, vagy ital tárolására használták-e – nehéz megállapítani, de mivel a régi kolostor eredeti alapjait keresik, azokat gyakran a kolostorhoz kötik. A detlaki hombárok első feltárását a szarajevói Nemzeti Múzeum régészcsoportja végezte 1892-ben.[10][9]

## Fordítás
- Ez a szócikk részben vagy egészben  a(z)   Доњи Детлак című szerb Wikipédia-szócikk ezen változatának fordításán alapul.  Az eredeti cikk szerkesztőit annak laptörténete sorolja fel. Ez a jelzés csupán a megfogalmazás eredetét és a szerzői jogokat jelzi, nem szolgál a cikkben szereplő információk forrásmegjelöléseként.